# Komunarî, Krasnohvardiiske
Komunarî (în ucraineană Комунари) este un sat în comuna Kalinine din raionul Krasnohvardiiske, Republica Autonomă Crimeea, Ucraina.

## Demografie
Componența lingvistică a localității Komunarî
     Rusă (59,31%)
     Tătară crimeeană (24,64%)
     Ucraineană (14,47%)
     Belarusă (1,15%)
Conform recensământului din 2001, majoritatea populației localității Komunarî era vorbitoare de rusă (59,31%), existând în minoritate și vorbitori de tătară crimeeană (24,64%), ucraineană (14,47%) și belarusă (1,15%).